# Jinxing, Fujian
Jinxing (kinesiska: 金星) är en socken i sydöstra Kina. Den ligger i Zhao'an härad i staden Zhangzhou i provinsen Fujian, omkring 330 kilometer sydväst om provinshuvudstaden Fuzhou. Antalet invånare är 17697. Befolkningen består av 8 671 kvinnor och 9 026 män. Barn under 15 år utgör 17,0 %, vuxna 15-64 år 72 %, och äldre över 65 år 9,0 %.